# Карапатское
Карапа́тское (якут. Карпатскай) — село в Хангаласского улусе Республики Саха (Якутия) России. Входит в состав Тёхтюрского наслега.

## География
Село находится на расстоянии 37 км от Покровска, административного центра улуса.

## Население
| 2002 | 2010 | 2021 |
| ---- | ---- | ---- |
| 4    | ↘0   | ↗2   |